# God Speed (pintura)
God Speed é uma pintura do artista britânico Edmund Leighton, que descreve o momento da partida para a guerra de um cavaleiro com armadura e deixando a sua amada. A mulher amarra uma faixa vermelha em volta do braço do cavaleiro que afirma regressar. Um costume medieval que assegurava o reencontro de ambos, vivos e sadios. No corrimão da escadaria um grifo que é simbolo da força e coragem militar. O cavalerio dirige-se à saída através de um portão do castelo com rastrilho. A pintura esteve exposta na Academia Real Inglesa, em 1900. Good Speed foi a primeira de várias pinturas de Leighton na década de 1900 sobre o tema da cavalaria, sendo os outros The Accolade (1901) and The Dedication (1908).

## Proveniência
Depois de ter sido comprado a Leighton, a pintura esteve na posse de várias pessoas até que em 1988 chegou a Christie's. Mais tarde foi albergada numa coleção privada norte-americana e em 2000 foi novamente vinculado à Chisthie´s. Em 2007, a obra apareceu na Sotheby's e, posteriormente, num colecção privada britânica. A 10 de maio de 2012 God Speed foi novamente vendida a um colecionador privado através da Sotheby em Londres.